# Longan
De longan (Dimocarpus longan) is een vrucht is een plant uit de zeepboomfamilie. De vruchten lijken enigszins op de lychee, een soort uit dezelfde plantenfamilie.
De groenblijvende, tweehuizige boom wordt 9-20 m hoog en tot 14 m breed. De stam wordt tot 80 cm dik en heeft een ruwe schors. De jonge twijgen zijn grijsbruin en viltig behaard. De bladeren zijn geveerd en samengesteld uit twee tot vijf paar, 10-20 × 3,5-5 cm grote deelblaadjes, die aan de onderkant behaard en grijzig groen van kleur zijn. De jonge blaadjes zijn aan de bovenzijde gegolfd en dieprood van kleur. Later worden de bladeren aan de bovenzijde glanzend groen van kleur. De bleek gele bloemen groeien in rechtopstaande, eindstandige, tot 40 cm lange trossen, die zijn samengesteld uit mannelijke, vrouwelijke en tweeslachtige bloemen. De bloemkroon bestaat uit vijf of zes kroonbladeren. De plant heeft kruisbestuiving nodig om vruchten te zetten.
De ronde vruchten groeien in hangende trossen en hebben een diameter van 2,5-4 cm. De schil is dun, minder ruw dan die van de lychee en rijp geelbruin tot licht roodbruin van kleur. De zaadmantel is zacht, glazig, doorschijnend, grijsachtig en smaakt zoet en een beetje als mango, maar minder zoet dan de lychee. De zaadmantel omsluit een min of meer rond, glanzend donkerbruin zaad met een cirkelvormige witte plek aan de basis. Het uiterlijk van deze vrucht doet ietwat denken aan een drakenoog, waar de Chinese naam "longan" aan te danken is.
De vruchten kunnen uit de hand worden gegeten. Ook worden ze ingeblikt. In China laat men de zaadmantel vers of gedroogd in thee of water trekken. De zaden, die rijk zijn aan saponine, gebruikt men als shampoo. Het hout wordt gebruikt voor houtsnijwerk en het vervaardigen van meubels.
De longan komt van nature voor op hoogtes tussen de 150 en 450 m in Myanmar en Zuid-China. De plant is beter bestand tegen de koude dan de lychee en kan zelfs enige vorst weerstaan. Hij wordt op commerciële basis verbouwd in China, Vietnam en Thailand. Buiten Azië wordt de soort onder meer verbouwd in Queensland in Australië en in Florida en Hawaï in de Verenigde Staten. In Nederland wordt de vrucht te koop aangeboden op markten en in Chinese supermarkten, waar zowel verse als ingeblikte vruchten worden verkocht.
|  |  |  |